# Mareks Ārents
Mareks Ārents (* 6. August 1986 in Riga, Lettische SSR, Sowjetunion) ist ein lettischer Leichtathlet, der sich auf den Stabhochsprung spezialisiert hat.

## Sportliche Laufbahn
Erste internationale Erfahrungen sammelte Mareks Ārents im Jahr 2012, als er die Qualifikation für die Olympischen Spiele in London schaffte, dort aber mit übersprungenen 5,35 m den Finaleinzug verpasste. Im Jahr darauf schied er dann bei den Leichtathletik-Halleneuropameisterschaften in Göteborg mit 5,50 m in der Qualifikation aus und anschließend belegte er bei der Sommer-Universiade in Kasan mit einer Höhe von 5,30 m den achten Platz, ehe er bei den Weltmeisterschaften in Kasan mit 5,25 m in der Qualifikation ausschied. 2014 nahm er an den Europameisterschaften in Zürich teil, scheiterte dort aber in der Vorrunde an der Anfangshöhe. Im Jahr darauf schied er bei den Halleneuropameisterschaften in Prag mit 5,60 m in der Qualifikation aus und erreichte auch bei den Weltmeisterschaften in Peking mit 5,55 m nicht das Finale. Bei den Leichtathletik-Europameisterschaften 2016 in Amsterdam belegte er mit 5,50 m den sechsten Platz und qualifizierte sich erneut für die Olympischen Spiele in Rio de Janeiro, bei denen er aber mit übersprungenen 5,45 m erneut den Finaleinzug verpasste.
2017 wurde er bei den Halleneuropameisterschaften in Belgrad mit 5,60 m Achter und schied im Jahr darauf bei den Europameisterschaften in Berlin mit 5,36 m in der Qualifikation aus.
In den Jahren 2009, 2011, von 2013 bis 2017, 2019 und 2020 wurde Ārents lettischer Meister im Stabhochsprung im Freien sowie 2008 und 2009, 2011, 2013, 2015, 2017 und 2019 auch in der Halle.

## Bestleistungen
- Stabhochsprung: 5,70 m, 8. Juni 2016 in Jablonec nad Nisou
  - Stabhochsprung (Halle): 5,60 m, 23. Februar 2013 in Kuldīga